# 约根·约恩松
约根·约恩松（瑞典語：Jörgen Jönsson，1972年9月29日—），瑞典男子冰球运动员。他曾代表瑞典参加1994年、1998年、2002年和2006年冬季奥林匹克运动会冰球比赛，共获得二枚金牌。